# Eric Walther (Botaniker)
Edward Eric Walther (* 14. August 1892 in Dresden; † 1. Juli 1959 in San Francisco) war ein deutschamerikanischer Gärtner und Botaniker. Zu seinen Spezialgebieten gehörten die Gattung der Aloen (Aloe) und die Familie der Dickblattgewächse (Crassulaceae).

## Leben und Wirken
Eric Walther emigrierte 1909 in die Vereinigten Staaten. Von 1917 an war er Gärtner im Golden Gate Park in San Francisco und wurde schließlich Direktor des  Strybing Arboretums und des Botanischen Gartens. Seit 1935 konzentrierte sich Eric Walthers Interesse auf die Gattung Echeveria. Seine unvollendet gebliebene Monographie über diese Gattung wurde durch John Thomas Howell und Reid Venable Moran vervollständigt und erschien 1972, 13 Jahre nach seinem Tod.
Die Echeverien-Art Echeveria waltheri wurde 1961 von Reid Moran und Jorge Meyrán nach ihm benannt.

## Schriften (Auswahl)
- A key to the species of Eucalyptus grown in California. Proceedings of the California Academy of Sciences. Band 17, Nummer 3, 1928, S. 67–87. (online)
- mit James West, Pearl Chase: Cacti and other succulents: an annotated list of plants cultivated in the Santa Barbara region. 1930.
- Echeveria hybrids. A. With Pachyphytum. In: Cactus and Succulent Journal. Band 6, Nummer 4, S. 53–56.
- Illustrations in Crassulaceae. In: Cactus and Succulent Journal. Band 8, S. 150–151.
- mit Elizabeth May McClintock: Guide list to plants in the Strybing Arboretum. 1958. (online)
- Echeveria. California Academy of Sciences, San Francisco 1972. (posthum)